# 马蒂·伯恩斯
马丁·威廉·伯恩斯（英語：Martin William Byrnes，1956年4月30日—），美国NBA联盟职业篮球运动员。他在1978年的NBA选秀中第1轮第19顺位被菲尼克斯太阳选中。